# 光塩学園女子短期大学
光塩学園女子短期大学（こうえんがくえんじょしたんきだいがく、英語: Koen Gakuen Women's Junior College）は、北海道札幌市南区真駒内上町3-1-1に本部を置く日本の私立大学。1949年創立、1967年大学設置。大学の略称は光塩短大。

## 概観

### 大学全体
- 北海道札幌市南区に所在する日本の私立短期大学で、設置主体は学校法人光塩学園[1]。
- 1967年に開学。学科体制は当初より2学科となっている[注 1]。

### 建学の精神（校訓・理念・学是）
- 右記資料を参照[2]。

### 教育および研究
- 光塩学園女子短期大学には栄養士を養成する食物栄養科と保育者を養成する保育科があり、保育科では短大附属幼稚園での教育実習が取り入れられている。
- オーストリア・スイス・フランスなどでの海外研修実施されている。
- フランスの国立調理専門学校シャトー・デ・クードレィ校との姉妹校提携が行われている。

### 学風および特色
- 光塩学園女子短期大学の学名にある「光塩」とは本短大における教育精神の象徴とされており、「光」は一切を含む根元で、愛の具体的啓示を、「塩」は味の大宗で味の調、食生活の生命を意味する[3]。初代学園長・南部明子の母校、東京家政学院の同窓会名が「光塩会」であり、当時の学長から名称使用の許可を得た[4]。名称の似ている、東京都の学校法人光塩女子学園とは無関係である。そちらはカトリック系であり「光塩」の名は聖書に由来しているが、光塩学園はミッション系ではない[注 2]。
- 併設校に調理製菓専門学校があり、食物栄養科、保育科の学生を対象にその専門学校とのダブルスクール制度を利用して調理師資格及び製菓衛生師受験資格も取得できるように配慮されている。

## 沿革
- 1948年
  - 網走市にて南部服装研究所が創立される。
- 1949年
  - 札幌市に移転。
- 1958年
  - 指定栄養士養成所となる。
- 1962年
  - 10月1日 学校法人が成立する[6]。
- 1966年
  - 保母養成所となる。
- 1967年
  - 1月23日 左記を以て文部省[注 3]より短期大学の設置が認可される[注 4]。
  - 4月1日 光塩学園女子短期大学が以下の学科体制にて開学[8][9]。
    - 保育科 入学定員50名[注釈 1]
    - 食物栄養科 入学定員100名[注釈 1]

  - 5月1日 学生数[11]/定員
    - 保育科 94[注釈 2]/50
    - 食物栄養科 171[注釈 2]/100
- 1968年
  - 2月6日 別科の設置が認められ、以下の課程を設ける[注 5]。
    - 食物栄養専修 入学定員50名

  - 5月1日 学生数[14]/定員
    - 保育科 220[注釈 2]/100
    - 食物栄養科 349[注釈 2]/200
- 1971年
  - 4月1日 保育科の入学定員を50→100に増員する[注 6]。
  - 同 別科の食物栄養専修を食物専修に改称[注 7]。
  - 5月1日 学生数[21]/定員
    - 保育科 201[注釈 2]/150
    - 食物栄養科 204[注釈 2]/200
- 1972年
  - 5月1日 学生数[22]/定員
    - 保育科 236[注釈 2]/200
    - 食物栄養科 238[注釈 2]/200
- 1976年
  - 4月1日 食物栄養科の入学定員を100→150に増員[注 8]。
  - 5月1日 学生数[26]/定員
    - 保育科 282[注釈 2]/200
    - 食物栄養科 293[注釈 2]/250
- 1977年
  - 5月1日 学生数[27]/定員
    - 保育科 297[注釈 2]/200
    - 食物栄養科 310[注釈 2]/300
- 1985年
  - 5月1日 学生数[28]/定員
    - 保育科 341[注釈 2]/200
    - 食物栄養科 312[注釈 2]/300
- 1986年
  - 4月1日 保育科の入学定員を100→150に増員[注 9]。
- 1986年
  - 5月1日 学生数[33]/定員
    - 保育科 366[注釈 2]/250
    - 食物栄養科 317[注釈 2]/300
- 1987年
  - 5月1日 学生数[34]/定員
    - 保育科 395[注釈 2]/300
    - 食物栄養科 331[注釈 2]/300
- 1992年
  - 5月1日 学生数[注 10]/定員
    - 保育科 432[注釈 2]/300
    - 食物栄養科 364[注釈 2]/300
- 1994年
  - 4月1日 専攻科の設置が認められ、以下の課程を設ける[注 11]。
    - 食物栄養専攻 入学定員10名
    - 保育専攻 入学定員10名
- 1999年
  - 5月1日 学生数[38]/定員
    - 保育科 428[注釈 2]/300
    - 食物栄養科 319[注釈 2]/300
- 2005年
  - 4月1日 この年度の入学生より、食物栄養科に栄養教諭養成課程の履修が可能となる[39]。
- 2020年
  - 4月1日 学科の入学定員を以下の通り減員する[注 12]。
    - 食物栄養科 150→100
    - 保育科 150→100

## 基礎データ

### 所在地
- 北海道札幌市南区真駒内上町3-1-1

### 交通アクセス
- 最寄りの駅は札幌市営地下鉄南北線真駒内駅。
- 同駅より中央バス「南81」系統西岡線「豊平清掃事務所」行にて「光塩短大前」バス停留所で下車するのが最も便利である。
- 同駅からは徒歩で、約12分の距離となっている。

### 象徴
- 光塩学園女子短期大学のカレッジマークは、東京家政学院と同じバラをイメージしている。ホームページほか右記資料も参照のこと[注 13]。

## 教育および研究

### 組織

#### 学科
- 保育科 入学定員100名[1]
- 食物栄養科 入学定員100名[1]

##### 過去にあった学科
- フードプロデュース科[注 14]

##### 設置認可の申請時における学科体制
- 食物栄養科
  - 第一部→食物栄養科第一部 入学定員100名→50名
  - 第二部 入学定員50名→設置の取り下げ
- 保育科 入学定員50名

#### 専攻科
- 保育専攻[注釈 3]
- 食物栄養専攻[注釈 3]

#### 別科
- 当初は食物専修があったが、沿革にもあるようにフードプロデュース科になったため、別科の名称は用いられなかった。平成20年度末で廃止。

##### 取得資格について
資格
- 保育士：保育科。大半の学生は取得している。
- 栄養士：食物栄養科。大半の学生が取得している。
- 調理師：過去にあったフードプロデュース科にて設置されていた[42]。

教職課程
- 幼稚園教諭二種免許状：保育科
- 栄養教諭二種免許状：食物栄養科
- かつて、中学校教諭二種免許状（家庭）が食物栄養科に設置されていた[注 15]。

#### 附属機関
- 南部記念図書館：所蔵数はおよそ40,000冊となっている。

### 研究
- 『光塩学園女子短期大学紀要』[51]

## 学生生活

### 部活動・クラブ活動・サークル活動
- 光塩学園女子短期大学のクラブ活動には、フィットネス・合唱のほか、東海大学との合同で「YOSAKOI」と称した団体がある。

### 学園祭
- 光塩学園女子短期大学の学園祭は「Koen Festival」と称され毎年、概ね11月頃に行われている。

## 大学関係者と出身者
- 南部明子：初代学長。
- 南部正文：2代学長。
- 須藤次郎：３代学長。
- 鴫原正世：2001年より4代学長。
- 高橋萬右衛門：元副学長。
- 南部静子：元副学長。

## 施設

### 真駒内キャンパス
- 調理学実習室
- 給食実習室
- ロビー
- 実験室
- 講堂
- 子どもシアター
- 音楽教室
- 栄養指導実習室
- 多目的大ホール
- 造形室・保育実習室
- ロビーラウンジ
- 701教室
- 801小ホールほか

## 対外関係

### 系列校
- 光塩学園調理製菓専門学校

## 社会との関わり
- 公開講座が行われている。
- 光塩子育て支援室「マンマ」でハンドベルサークルのイベントを催している。

## 卒業後の進路について

### 就職について
- 保育科：幼稚園や保育園など児童関連施設への就職者が多いものとなっている。
- 食物栄養科：シダックス・富士産業・魚国総本社などの企業や各種医療機関や施設など専門職に就く人が多いものとなっている。
- フードプロデュース科：調理師として外食産業をはじめとした食に携わる人が多かったものとみられる。

### 編入学・進学実績
- 保育科：北海道教育大学・北海道医療大学・札幌学院大学ほか
- 食物栄養科：札幌大学・天使大学・酪農学園大学・女子栄養大学ほか
- フードプロデュース科：光塩学園女子短期大学食物栄養科ほか

## 附属学校
- 光塩学園女子短期大学附属認定こども園